# Angelo Gremo
Angelo Gremo (Torino, 3 dicembre 1887 – Torino, 4 settembre 1940) è stato un ciclista su strada italiano, professionista dal 1911 al 1927. Vinse una Milano-Sanremo, nel 1919, e altre semi-classiche italiane; partecipò diverse volte al Giro d'Italia e al Tour de France.
Aveva un fratello minore, Felice Gremo, anch'egli ciclista di buon livello.

## Carriera
Passato professionista nel 1911, fece del Giro d'Italia la corsa in cui recitò maggiormente il ruolo di protagonista (prese parte a nove edizioni portandone a termine sei): la prima partecipazione risale al 1912, l'unica corsa con la formula a squadre. Gremo si piazzò terzo nella penultima tappa e, assieme alla sua squadra, la Peugeot, si classificò secondo dietro la vincitrice Atala.
Nel Giro 1914 iniziò con una vittoria nella prima tappa da Milano a Cuneo, corsa in una giornata da tregenda e che prevedeva anche la scalata al Sestriere. Il primo posto durò per lui solo una giornata, e già nella tappa successiva fu costretto al ritiro, venendo scalzato in cima alla graduatoria dal futuro vincitore Alfonso Calzolari. Dopo lo stop forzato dovuto allo scoppio della prima guerra mondiale, si ripresentò al via del Giro nel 1919: corse nella Stucchi, la squadra di Costante Girardengo, il quale dominò quell'edizione mentre Gremo si accontentò di un secondo posto nell'ottava frazione e del sesto nella classifica finale.
La miglior annata al Giro d'Italia fu nel 1920: passato nelle file della Bianchi, finì ancora una volta alle spalle del suo capitano, non più Girardengo ma l'eterno piazzato Gaetano Belloni, ma questa volta finì secondo in due tappe, conquistò la testa della classifica nella quinta tappa mantenendola anche in quella successiva e nella classifica finale terminò al secondo posto. Nel Giro del 1921 si classificò terzo in una tappa e quinto in classifica finale, nel Giro del 1923 fu decimo mentre in quello del 1926, alla sua ultima partecipazione e alla soglia dei 40 anni, riuscì a terminare ottavo.
Oltre alle buone prestazioni al Giro d'Italia, Gremo fu competitivo anche in brevi corse a tappe e corse di un giorno, cogliendo alcuni successi importanti: la Milano-Sanremo (1919), il Giro di Romagna (1913 e 1925), il Giro dell'Emilia (1917), il Giro di Campania (1921), il Giro del Piemonte (1921), la Milano-La Spezia (1917), il Giro della Provincia di Milano (1919 e 1921), la Milano-Piano dei Giovi (1913) oltre ad altri buoni piazzamenti.

### Il ritiro e la povertà
Dopo aver concluso l'attività agonistica nel 1927, attraversò un periodo molto difficile della propria vita: a causa di un incidente perse la vista e dovette far fronte ad una condizione di estrema povertà. Tutto ciò fino alla morte, che sopraggiunse a 52 anni nel settembre del 1940.

## Palmarès
- 1911 (Fiat, tre vittorie)

Coppa Val di Taro
1ª tappa Giro di Campania (Napoli > Campobasso)
2ª tappa Giro di Campania (Campobasso > Napoli)
- 1913 (Peugeot, una vittoria)

Giro di Romagna
- 1914 (Peugeot, una vittoria)

1ª tappa Giro d'Italia (Milano > Cuneo)
- 1916 (Maino, una vittoria)

Milano-Piano dei Giovi
- 1917 (Bianchi, due vittorie)

Milano-La Spezia
Guiro dell'Emilia
- 1919 (Stucchi, due vittorie)

Milano-Sanremo
Giro della Provincia di Milano (con Costante Girardengo)
- 1920 (Bianchi, una vittoria)

Giro della Lunigiana
- 1921 (Bianchi, due vittorie)

Giro di Campania
Giro della Provincia di Milano (con Gaetano Belloni)
- 1922 (Bianchi, quattro vittorie)

Giro del Piemonte
1ª tappa Giro dell'Irpinia
2ª tappa Giro dell'Irpinia
Classifica generale Giro dell'Irpinia
- 1925 (Bianchi, una vittoria)

Giro di Romagna

## Piazzamenti

### Grandi Giri
- Giro d'Italia

1912: 2º (cl. a squadre)
1914: ritirato (2ª tappa)
1919: 6º
1920: 2º
1921: 5º
1923: 10º
1926: 8º
- Tour de France

1913: ritirato (3ª tappa)
1914: ritirato (4ª tappa)
1920: ritirato (1ª tappa)
1922: ritirato (2ª tappa)
1925: 26º

### Classiche monumento
- Milano-Sanremo

1913: 4º
1914: 16º
1917: 3º
1919: vincitore
1923: 8º
1924: 17º
- Parigi-Roubaix

1912: 25º
- Giro di Lombardia

1911: 15º
1912: 21º
1914: 10º
1915: 14º
1917: 7º
1921: 12º
1922: 6º